# 秩父弁
秩父弁（ちちぶべん）とは日本語の方言の一つで、西関東方言の内、埼玉県西部に位置する秩父地方で用いられている方言。地域によって微妙な語彙の変化があり、おおむね荒川を境に東西に分けることができる。隣接する群馬県や山梨県の方言との共通点が多く見受けられる。

## 文法
～かさぁ？～かい？、〜かな？
～かぁねぇけぇ～くはないかい
〜がんす〜ございます
～したでぇ～したよ
〜しろぃな〜しなよ
～すらっといい～しなくてもいい
～すべぇか？～しようか？
～だんべぇ～でしょ
～なんよ～なんだよ
～なさわぎおおげさに～なこと（いてぇ騒ぎ＝痛くてしょうがない）
～やるべぇ～やろう
～つぅんなぁ～と聞いたよ
～さんねぇ～できない
〜むし〜ですね（そうだむし＝そうですね）

## 語彙

### あ行
あがりはな家の登り口、上がり端
あがりこむ寄り込む
あしっつるしアシナガバチ
あちぃにあたる日射病になる、暑いに中る
あちゃそれでは
朝っぱか朝飯前の仕事
朝っぱら朝早く
あっぱーめく慌てふためく
当てこたーねーとんでもない
あなっこ（掘った）穴
あぶらげずし稲荷寿司
あらいまて食器類を洗うこと
ありんどうあり
あんき安心
いいあんべぇ良い具合、良い塩梅
いいかげんずっぽでたらめ
いくらかちょっとずつ、少し
いごく動く
いっける載せる
いってんべー行ってみよう、（他人の家などに寄っている場合に）帰ろう
いどころねうたた寝
うしい薄い
うちゃぁる捨てる、打ち捨てる
うっかく、おっかく折る、打ち欠く、折り欠く
うっぽぉーる放り投げる
腕っこき力の限り、精一杯
うんと沢山
うんまける空にする
えーまち怪我すること
えこっかにこにこと
えっこはっこ（愛想）笑いを浮かべて
えってみる、えんでみる帰る
えら沢山
えらいさわぎだ大変なことになっている
えれぇ偉い、大変
えれる入れる
えんこする座る
えんでみる帰る、失礼する
おあがんな召し上がれ
おおごと大変なこと
おおしんつくツクツクボウシ
おくり奥
おごっつぉう御ご馳走、大ご馳走
おごとつらい、大変な事
おこんじょう意地が悪い
おーだあげる油を売る
おっかあ自分の奥さん
おっかけとく立てかけておく、負い掛けておく
おっきりこみ太く短いうどん
おっくうめんどう、億劫
おっくじく挫く
おっこくる押し出す
おっとう自分の旦那さん
おっそろし～感嘆した時、とんでもない事象に関して言う（言い方としては、口を「あ」を言うように開け「お」と発音する）
おっぺす押す、（女性を）押し倒す
おでんげえり出戻り
おてんたらおせいじ
おとこし男の人、男衆
おひまち月に一度集落内の一家庭に集まり、その家庭で夕飯をいただく行事（現在は廃れている）
おらぁ自分のこと
おらがち私の家
おらがほう、おらほぅ私の方
おんなし女の人、女衆

### か行
- がいこう:お世辞
- がいこうをぶつ:お世辞をいう
- かう:あてがう
- かえりばち:頂き物をした時にするお返し物、返り鉢

かかあ奥さん
かかりゅーどすねかじり、ニート
がしょーき（＝がとー）がむしゃら、乱暴
かせるかぶれる
かてめし混ぜご飯
かてるまぜる
かんますかき混ぜる、掻き回す
～きし～だけ、～ぐらいしか
ぎっつバッタ
きない来（こ）ない
きやぁしねぇまだ来ない
きもがいれるいらいらする、腹が立つ
くでぇくどい
くなげーし繰り返し
くもりっぴ曇りの日
くれらぁあげる
くんろい頂戴
～げぇ～（人物）に
げぇーやねぇつまらない
けぇりしな帰りながら、帰りしな
けぇる帰る
けぇるべぇ、けぇるんべぇ帰ろう
けち、けちなもん粗末なもの、クセの悪い人
けちく妙に
げっとこしょーヒキガエル（＝べっとこしょー）
けなりーうらやましい
ごうぎ立派なこと
こうにこういう風に
こうしゃく雑談
こげたま沢山（こげーたま、とも）
こしご腰につけるかご、腰籠
こじゅうはん間食
こすいケチ
こせぇる作る
こっぱ木片
こてえさんねぇたまらない、堪えられない
こわい堅い
こんがらかる複雑になる

### さ行
さーねー世話はない、心配ない（＝あんじゃーねー）
さくい気さく
さっぽぉる放り投げる（＝うっぽぉーる）
さみぃ寒い
さんざ十分に、過ぎるほど
しぃ何々するひと。英語のerに相当（例：パチンコしぃ＝パチンカー）
じいじいやきニイニイゼミ
じみぃいう（地味を言う）ぜいたくを言う
しゃなぐるかきむしる、払いのける
じゃんじゃりき山肌の露出したゆるやかな崖
じゅうくう生意気
しょんべん小便
しりゃあしねぇ知らない
しわいけち
じんじくする似合う
ずいてる生意気な
すけてくれぇ手伝って
ずっぽおす（思いがけないことが）うまくいく　※1
ずでぇかなり
スムーススムーズ。「甘酒祭り」を「あまさけまつり」と発音するなど、清音で発音する傾向がある。
すんべぇしましょう
せっちょうする世話する
せやぁねぇ大丈夫
そうだむしそうですね
そうでがんすその通り
そおけぇそうですか
そおなんそうなんですか
そそらっぺぇいい加減
そらっことでたらめな事
そらっぺぇでたらめを言う事
ぞんぜえる態度が大きい
そんぬぐれぇそのぐらい

### た行
だけんどもだけど
だごうしゃくくだらない話をすること
たまかつつましい
たらっぺたらの芽
ちっとんべえ少し
ちょうきゅう正確
つぐひ翌日
つっこくるつつく
つっとさる入る、ささる
つっとおす突き通す
つぶあし素足
つるっとく吊るして置く
つっぺぇしこむ押し込む
つみっこすいとん
つんつるてんてんつんつるてん
つんのめるそっくり返る
つんむぐる水に潜る
つんもす燃やすこと
てえ人たち
てぇーら平ら
てえげえたいがい
でぇろカタツムリ
てんぐるまかたぐるま
てんごうべえしているいたずらばかりしている
てんでぇにそれぞれに
どうにどういう風に
とばっくち入り口付近、一番手前
とぶ走る
とんする仲間に入れる

### な行
なからかなり
なす返す
なびるぬる
なるいなだらか
なんだんべえ何だろう
にかしにする邪魔にする
ぬきい・ぬくいあったかい
ねっくそをきる前転をする
のしていく早足でいく
のすスピードを出す
のしてんまわるスピードを出して走り回る
のめっけーつるつるしてる（＝のめっこい）
のめっこい（＝のめっけー）

### は行
ば所、場所
はあもう
ばきゃあろめ馬鹿野郎め
はぎる（はさみで）切る
はしっけぇすばしこい
はだかでぇろナメクジ
はっくりげえす（根元から）倒す
はっこう早く来い
ひぃるヒル（蛭）
ひがっぷしいまぶしい
ひだりいお腹が空いてる
ひっちょる背負う
ひっぽおす（風呂などの）水を抜く
ひもし焚き火
ひゃっけえ冷たい
ひょうぎゃあねえやたいした事は無い
ぶーたんカブトムシのメス（荒川東岸）
ふえんどうスズメバチ
ぶき不器用
ぶちかるあぐらをかく
ふっこしかざはな
ぶっこぬき瓜二つ
ぶっつむ積む
ぶっぱたく叩く
ぶに（～の）分
ふんぐりげえしねんざ
ふんごむ泥などに足を取られること
ふんとけえ本当かい
ぶんやんホームレス
～べえ～だらけ
へえる入る
へげるはげる
べっちょ女性器
べっとこしょーヒキガエル（＝げっとこしょー）
べべっこうしゃく卑猥な話
ほうじゃくスズメバチ（特に大きいもの）
ほうぼういろいろな所
ほうるなげる（放り投げると同意）
ほそっぴやせているひと
ほっかいそうなのかい
ほりっこ堀･側溝
ほりねえはずかしい

### ま行
まぐそ・まぐそがんのうカブトムシのメス（荒川西岸）
まずまったくもって
まーさか・まーさかまあずいぶんと
まったくねぇまったくその通りだね
まっともっと
むぐす（便を）もらす
むぐってぇーくすぐったい
むる漏れる
むるい弱い
めかごものもらい
めたらっこでたらめ
めっかんねえ見つからない
めっためった何度も何度も
めめずミミズ
めめんたろうミミズ
もちにいく取りに行く

### や行
やごろそのうち
やっけぇめんどう、やわらかい（発音のしかたによる）
やまんね山のふもとの方(（「山の根」から）
ゆんべ昨晩
ようる触る
よええ弱い
よげ良さそう
よげになるうぬぼれる
よおっぱり夜更かし
よかんべぇよかろう
よさげ良さそう（＝よげ）
よた弱虫
よめいごと愚痴
よめごお嫁さん

### わ行
わきゃあねえ簡単
わけえし若い人
わざと少し
わっくさカメムシ
わりいんねありがとう
わるげ悪そう
わるさいたずら

### 補足
- ※1麻雀のカンチャン待ちをツモったときによく使う。
- 「ぶっつむ」や「おっかく」など接頭辞が多い。
- 行動を表すときに「お世話になる」ということが多い。（例：お茶ぁいっぺえお世話になるべえ=お茶を一杯いただきましょう）なお「お世話になります」はこの地域では挨拶として使われる。ときに敬語形として、「お世話さまになります」も使用する。ちなみに帰りの挨拶は「お世話になりました」である。
- 「まち」が「祭り」を指すことがある。(例：はあ秩父のまちがくらい=もうすぐ秩父夜祭ですね）

## 音韻
とくに荒川左岸（西側）では「んで終わる主語」＋「を、は」は連声する。（例：「本の取ってくれい」（本を取ってくれ）　「○○さんなはぁけぇったん？」（○○さんはもう帰ったの？）

## アクセント・イントネーション
秩父弁はアクセントが非常に明確であり、アクセントの高低差はおそらくは標準語よりも大きい。寺尾地区などでよく使われる「どーしたい？」（おおむねWhat's up?の意で、親しい者同士のあいさつのことば）という表現は「－」の部分を高く発話するが、その高低差は関東方言の中では最大級である。